# José Manuel Díaz
José Manuel Díaz Gallego (* 18. Januar 1995 in Jaén) ist ein spanischer Radrennfahrer.

## Sportlicher Werdegang
Von 2017 bis 2018 war Díaz Mitglied in der Israel Cycling Academy, ohne zählbare Erfolge aufzuweisen. Zur Saison 2019 wechselte er zum UCI Continental Team Vorarlberg Santic und gewann für das Team die Bergwertung bei der Czech Cycling Tour.
Zur 2020 erhielt er einen Vertrag beim UCI ProTeam Delko. Seinen ersten Sieg als Profi erzielte er bei der Tour du Rwanda 2020, bei der er die letzte Etappe gewinnen konnte. Bei der Türkei-Rundfahrt 2021 entschied er die Bergankunft der 5. Etappe für sich und legte den Grundstein für den Gewinn der Gesamtwertung.
Nach Auflösung des Teams Delko Ende 2021 wechselte Díaz zur Saison 2022 zum UCI ProTeam Gazprom-RusVelo. Nachdem dem Team Gazprom aufgrund des Russischen Überfalls auf die Ukraine durch die UCI die Lizenz entzogen wurde, wurde er zum 3. Juni des Jahres Mitglied im Team Burgos-BH. Den ersten Sieg für sein neues Team erzielte er 2023 mit dem Gewinn der zweiten Etappe des Grande Prémio Internacional de Torres Vedras. 2024 blieb er auf der Straße ohne zählbaren Erfolg, sicherte sich aber den spanischen Titel im Gravelrennen.

## Erfolge
2019
- Bergwertung Czech Cycling Tour

2020
- eine Etappe Tour du Rwanda

2021
- Gesamtwertung und eine Etappe Türkei-Rundfahrt

2023
- eine Etappe Grande Prémio Internacional de Torres Vedras

2024
- Spanischer Meister – Gravel

## Grand-Tour-Platzierungen
| Grand Tour            | 2022 | 2023 | 2024 |
| --------------------- | ---- | ---- | ---- |
| Giro d’ItaliaGiro     | –    | –    | –    |
| Tour de FranceTour    | –    | –    | –    |
| Vuelta a EspañaVuelta | 43   | 64   | –    |